# Vutcani
Vutcani is een Roemeense gemeente in het district Vaslui.
Vutcani telt 2270 inwoners.